# Улица Михаила Грушевского (Житомир)
У́лица Михаи́ла Груше́вского (укр. ву́лиця Миха́йла Груше́вського) — улица в Богунском районе Житомира. Начинается от улицы Победы и заканчивается уголком возле железной дороги «Житомир — Коростень». Названа в честь украинского историка, общественного и политического деятеля, председателя Центральной Рады УНР М. С. Грушевского.
Улицу Грушевского пересекают улицы Покровская, Небесной Сотни, Хлебная, Князей Острожских, Ивана Мазепы, Восточная, проспект Независимости, проулок Художника Канцерова. К улице примыкают также площадь Победы, Транспортная улица, Чистый (со двора дома № 25), Гончарный (со двора дома № 35) и Мебельный проулки.
С 1955 по 1966 года по улице курсировал трамвай по маршруту «Центр — Вокзал». Сейчас трамвайная линия оставлена только на отрезке от площади Победы до улицы Небесной Сотни (Московской). Движение троллейбусов началось в 1986 году. Сейчас по улице осуществляет движение троллейбусный маршрут № 6 («Крошня — ЗОК»).

## Предложения по переименованию
Принимая во внимание тот факт, что в марте 1918 года в Житомире работала Центральная Рада во главе с Михаилом Грушевским, комиссией по топонимике при исполкоме Житомирского горсовета было принято решение переименовать улицу Котовского на улицу Михаила Грушевского. Против этого выступили некоторые жители улицы. Они направили городской власти коллективную жалобу с 283 подписями. Но в 2008 году депутаты Житомирского горсовета не смогли переименовать улицу. Тогда депутатам от БЮТ и «Нашей Украины» не удалось набрать необходимого количества голосов для принятия соответствующего решения сессии. Против переименования улицы выступили депутаты от КПУ и СПУ.
Националистические организации Житомира требовали предоставить улице Котовского имя Героев Базара, но это требование откидывала комиссия при Житомирском горисполкоме. После Евромайдана 2013-2014 годов в городской совет внесены предложения от ряда общественных организаций по переименованию улиц Житомира. Улице Котовского предлагают дать имя Грушевского.
В феврале 2016 года мэр Житомира своим распоряжением переименовал 86 улиц, среди которых и улицу Котовского. Более 10 лет продолжаются споры по поводу изменения названия.